# Mosannona pachiteae
La espintanilla,    Mosannona pachiteae  es una especie de planta con flor en la familia de las Annonaceae.
Es endémica de Perú. Arbusto desconocido, solo de la colección tipo, de un espécimen proveniente de la cuenca del río Pachitea. No se ha recolectado desde 1966; y la localidad original está sujeta a deforestación con destrucción de hábitat, y hay cultivos ilegales.

## Taxonomía
Mosannona pachiteae fue descrita por  (D.R.Simpson) Chatrou y publicado en Changing Genera. Systematic studies in Neotropical and West African Annonaceae 169. 1998.